# Steven Campbell
Steven Campbell (Glasgow, 1953 - 15 de agosto de 2007) fue un pintor de Escocia.

## Biografía
Campbell nació en Glasgow y trabajó como ingeniero antes de estudiar en la Escuela de Arte de Glasgow de 1978 a 1982. Inicialmente estudió la entonces, todavía, nueva asignatura de performance art, pero rápido dejó esto para pintar.
Al final de sus estudios recibió la Medalla de Oro Bram Stoker, y obtuvo una Beca Fullbright que utilizó para ir a Nueva York para estudiar en el Instituto Pratt. Esta mudanza derivó en muchas de sus primeras exposiciones que tienen lugar en Nueva York, incluyendo su primer espectáculo en solitario, en 1983, en la Barbara Toll Gallery.
Hay alguna disputa sobre si Campbell era uno del grupo principal de estudiantes instruidos por el artista y tutor Alexander Moffat en la Escuela de Arte de Glasgow, incluyendo Peter Howson y Ken Currie, pero Campbell era ciertamente incluido por Moffat en el grupo de muestra de 1981 The Vigourous Imagination en la New 57 Gallery en Edimburgo, más tarde conocida como Fruitmarket Gallery, la cual era la primera muestra pública de este grupo. También fue incluido en la exposición seminal en el Third Eye Centre de Glasgow titulado New Image Glasgow, otra vez comisariado por Moffat,  el cual es todavía considerado como un ejemplo en cómo un centro no metropolitano puede promover arte y cultura en la etapa internacional. En esta exposición Moffat presentó Campbell y otros artistas de Glasgow como "Nueva Escuela escocesa". También fue incluido en la Exposición Anual Hayward  de 1985 en la Hayward Gallery de Londres y tuvo un espectáculo junto con el artista pop británico Colin Selfen en la Fruitmarket Gallery.
Campbell regresó para vivir en Glasgow en 1986, y que año mismo su pintando The Dangerous Early and Late Life of Lytton Strachey fue adquirido por la Tate. Al año siguiente fue incluido en un espectáculo de grupo, también llamado The Vigorous Imagination New Scottish Art en la Scottish National Gallery of Modern Art como parte del Festival de Edimburgo, en el que cementó su elevada posición dentro del mundo del nuevo arte escocés por ser uno de los artistas más prominentes. 1987 fue también el año de su primera exposición de pinturas con la Marlborough Fine Art. Este era sólo la segunda exposición en solitario en Londres, habiendo sido el primero en Riverside Studios en 1984. En 1988, la obra de Campbell A Man Perceived by a Flea, pintado en 1985, fue adquirido por la Scottish National Gallery.
La mayoría de sus trabajos fueron adquiridos por colecciones estatales en Gran Bretaña, incluyendo Napoleonic Silhouettist Cutting the Progress of the War por el Consejo de Arte en 1987, Painting on a Darwinian Theme  por el Consejo británico en 1988, y Three men of exactly the same size in an unequal room por la Leeds City Art Gallery en 1989.
A finales de los años noventa Campbell se retiró de vida pública con preocupaciones sobre su salud. No fue hasta 2002 que volvió a exhibir su obra otra vez en la Talbot Rice Gallery.
Campbell murió de una hernia de apéndice el 15 de agosto de 2007, a los 54 años de edad. Estaba casado y tuvo tres niños.
La propiedad de Campbell está representada por Malborough Fine Art.

## Estilo e influencias
El estilo de pintura de Campbell es figurativo, con una calidad lineal dura a la aplicación de pintura. La paleta de color es fuerte, con los colores ricos que tienden para ser dominados por un azul o verde claro. Campbell presumiría de ser un pintor muy rápido, a pesar de que ha sido sugerido que le gustó exagerar las reclamaciones así.
Su objeto de estudio ha sido descrito como centrado ridiculez  surreal del señor inglés, con casi escenarios del tipo Bertie Wooster mostrados en sus pinturas. Ciertamente un número de sus pinturas muestra a señores mayores ligeramente a la moda vestidos con tweed, como en The Dangerous Early and Late Life of Lytton Strachey en el Tate.
Esto sugiere que hay un elemento literario fuerte en las pinturas, y en común con muchos otros artistas con quién estuvo exhibido por Alexander Moffat en la exhibición New Image Glasgow en el Third Eye Center en 1985,  uno de las fuentes para este narrativos doblados en el trabajo de Campbell son los artistas Neue Sachlichkeit de la década de 1920 alemana. Una particular relevancia parecería ser las pinturas del artista Neue Sachlichkeit Otto Dix cuya coloración, materia y estilo de dibujo realista agudo en pinturas como To Beauty,  prefigura el trabajo de Campbell. Aun así, las imágenes de Campbell también han sido enlazadas a pintores ingleses del mismo período, incluyendo Stanley Spencer. Ciertamente esta calidad lineal, o como el crítico de arte Tim Hilton lo llamó 'ilustracional', es evidente en una pintura como Battle of Myths! The Tree Man/The Green Man, la cual estaba inacabada en el momento de su muerte en 2007.
Las pinturas de Campbell incluyen muchos motivos recurrentes, como cráneos, pájaros y follaje antropomorfo, pero también patrones recurrentes, como el patrón paisley que reaparece en varios de sus pinturas tardías. Este uso de motivos visuales para dar pistas en posibles narrativas que es raramente sincero o fácil de descodificar dirigido a algunos críticosque rechazaron el trabajo de Campbell, con el crítico del diario The Independent que lo llama como "sopa de motivos de arcano". Pero siguiendo su muerte el archivo de Campbell entre críticos de arte parecía aumentar, con The Times que le llama 'uno de los artistas más enérgicos y originales en emerger últimamente en Gran Bretaña', y The Guardian ‘El pintor más apasionante para emerger en cualquier lado desde hace muchos años'.
Ciertamente la importancia de Campbell al renacimiento del arte escocés en la década de 1980, los cuales vieron a Glasgow devenir en uno de los centros internacionales importantes de arte contemporáneo en aquel tiempo, está reconocido para ser muy grande. Según John McKechnie, el director del Glasgow Print Studio, en el cual Campbell exhibió en 2004,:  "Si no fuese por Steven Campbell, nunca tendríamos el foco sobre el arte visual en Glasgow como tenemos ahora. Antes de que Steven viniera realmente no hubo cualquier expectativa que te lo podría hacer esperar un artista del panorama internacional."

## Lectura ampliada
- Moffat, Alexander, New Image Glasgow, exh. Gato. (Glasgow: Tercer Centro de Ojo, 1985)
- Calder, Angus, 'Art for a New Scotland', en Circa, núm. 64, Verano 1993
- Godfrey, Tony, Steven Campbell (Londres: Marlborough Fine Art, 1987)